# Rudolf Skarka
Rudolf Skarka (* 10. dubna 1937) je bývalý československý fotbalový záložník a trenér.

## Fotbalová kariéra
V sezoně 1962/63 postoupil s Třincem do nejvyšší soutěže, tu si však nezahrál. Hrál také za Frýdek-Místek.

## Trenérská kariéra
Mnohem známější je jako trenér, vedl druholigový Třinec v ročníku 1984/85, dále byl asistentem Ivana Hrdličky ve Zbrojovce Brno (na jaře 1987 po Hrdličkově odvolání krátce vedl tým jako hlavní trenér spolu se Zdeňkem Hajským). Dále vedl mj. Prostějov, SK Slavkov u Brna či FC Miroslav.